# Cypseloides
Cypseloides é um género de andorinhão da família Apodidae.
Este género contém as seguintes espécies:
- Cypseloides niger (Gmelin, 1789)
- Cypseloides lemosi Eisemann e Lehmann, 1962
- Cypseloides rothschildi Zimmer, 1945
- Cypseloides fumigatus (Streubel, 1848) - Andorinhão-preto-da-cascata
- Cypseloides cherriei Ridgway, 1893
- Cypseloides storeri Navarro, Peterson, escalante e Benitez, 1992
- Cypseloides cryptus Zimmer, 1945
- Cypseloides senex (Temminck, 1826) - Andorinhão-velho